# 大族激光
大族激光科技产业集团股份有限公司，简称大族激光，是中国深圳证券交易所的一家上市公司，公司主要从事激光加工设备的研发、生产及销售。
公司成立于2001年9月28日，2004年6月25日在深圳证券交易所挂牌上市。公司总部位于广东省深圳市南山区，现任董事长为高云峰。
2024年8月消息，大族激光与壹连科技宣布达成重大战略合作。

## 争议
2019年8月，大族激光董事长高云峰在回答央視提問時发表不当言论。其后，深交所督促大族激光发布致歉公告，并对高云峰上述不当行为予以批评。